# 1762 en architecture
| Années de l'architecture : 1759 - 1760 - 1761 - 1762 - 1763 - 1764 - 1765    |
| Décennies de l'architecture : 1730 - 1740 - 1750 - 1760 - 1770 - 1780 - 1790 |

Cet article présente les faits marquants de l'année 1762 en architecture.

## Réalisations
- L’architecte Jacques Ange Gabriel construit le Petit Trianon à Versailles (fin en 1768).
- L'architecte britannique Robert Adam lance le style néo-classique. Il refait la décoration de Sion House (1762-1769) et d’Osterley Park (1761-1780). Il construit Berkeley Square à Londres.

## Événements
- x

## Récompenses
- Prix de Rome (sujet : « une foire couverte et solidement construite, sur un terrain de 60 toises de longueur et 50 de largeur hors œuvre ») : Antoine-François Peyre (premier prix) ; Pierre d'Orléans (deuxième prix).
- Académie royale d'architecture : Pierre-Louis Moreau-Desproux.

## Naissances
- James Hoban, architecte irlandais († 8 décembre 1831)

## Décès
- Michel Tannevot.